# Pokémon Pinball: Ruby & Sapphire
Pokémon Pinball: Ruby & Sapphire — компьютерная игра в жанре пинбола для портативной игровой системы Game Boy Advance, разработанная японской компанией Jupiter и изданная Nintendo. Является своеобразным продолжением Pokémon Pinball. Игру анонсировали на выставке E3 в 2003 году, в этом же году она вышла: 1 августа в Японии, 25 августа в Америке и 14 ноября в Европе. Североамериканский релиз Pinball: Ruby & Sapphire пришёлся на пятую годовщину выхода в Америке первых игр серии Pokémon Red и Blue. Во многом игровой процесс Pokémon Pinball: Ruby & Sapphire повторяет традиционный геймплей игр своего жанра: цель — набрать как можно больше очков и не позволять шару закатываться за флипперы максимально долго, но при этом здесь присутствует возможность ловить покемонов и заполнять Покедекс, энциклопедию о покемонах. Конечная цель — получить данные обо всех 201 присутствующих в игре покемонах.
Pinball: Ruby & Sapphire получила в основном хорошие отзывы. Ещё до её выхода она отмечалась такими игровыми изданиями, как IGN и GameSpot. На агреггаторах Metacritic и Game Rankings она получила 82 % и 80,83 % соответственно. По всему миру было продано более миллиона картриджей с Pokémon Pinball: Ruby & Sapphire. Несмотря на положительные отзывы, определённую дозу критики игра получила со стороны TechTV, The Guardian и Cheat Code Central, но при этом все три обозревателя сошлись во мнении, что фанатам «Покемона» игра понравится.

## Игровой процесс
Игровой процесс Pokémon Pinball: Ruby & Sapphire по большей части такой же, как у других игр жанра. В игре присутствуют два стола: «рубиновый» и «сапфировый», выполненные в стиле Pokémon Ruby и Sapphire соответственно. Эти два стола несколько отличаются друг от друга игровым процессом, но на «рубиновом» ниже уровень сложности. Игрок выпускает в игру шар в виде покебола, на стол, и покебол начинает двигаться вниз, в сторону флипперов, которыми игрок может управлять. Основная цель — не дать покеболу закатиться за флипперы. Когда покебол сталкивается с различными предметами на столе, игроку добавляются очки. При получении достаточного количества очков даётся новый шар, или «жизнь». Если шар закатывается за флипперы, то исчезает одна «жизнь», при полном их исчезновении игра заканчивается. Присутствует магазин, в котором можно купить различные бонусы за очки. Иногда посреди стола, в середине изображённого на нём покебола, открывается лунка. Если шар туда попадает, то начинается мини-игра «Start Slot», схожая со слот-машиной, которая может дать игроку определённый бонус или включить специальный режим. Активировать специальный режим можно, если покебол попадёт в особое место на столе. Есть четыре режима: режим поимки, режим яйца, режим путешествия и режим эволюции. Все эти режимы длятся некоторое время и позволяют поймать новые виды покемонов.
В режиме поимки нужно, чтобы покебол несколько раз столкнулся с объектами. После этого появляется покемон, если покебол попадает в него определённое количество раз, то он считается пойманным, и данные о нём попадают в Покедекс. Режим эволюции действует по схожему принципу, здесь нужно собрать все необходимые предметы, если у игрока это получается, в Покедекс попадают данные об эволюции покемона, данные о котором уже там есть. В режиме яйца игрок заставляет вылупиться покемона. Нужно попасть покеболом в него несколько раз прежде, чем новорождённый покемон достигнет места, где раньше стояло яйцо. Режим путешествия позволяет пройти на бонусные уровни, где можно поймать другие виды покемонов. На этих бонусных уровнях игровой процесс, как правило, отличается того, что на обычном столе.

## Отзывы и популярность
| Сводный рейтинг    | Сводный рейтинг |
| Агрегатор          | Оценка          |
| ------------------ | --------------- |
| GameRankings       | 80,03 %         |
| Metacritic         | 82/100          |
| Иноязычные издания |                 |
| Издание            | Оценка          |
| Edge               | 7/10            |
| EGM                | 8,67/10         |
| Eurogamer          | 8/10            |
| Game Informer      | 8,5/10          |
| GamePro            | 8/10            |
| GameSpot           | 7,3/10          |
| GameSpy            | [ 10 ]          |
| IGN                | 8,8/10          |
| Nintendo Power     | [ 11 ]          |

### До выхода
Ещё до своего выхода Pokémon Pinball: Ruby & Sapphire привлекла внимание игровой прессы. Ануп Гантаят, редактор IGN, писал, что фанатам «Покемона» игра придётся по вкусу. Описывая её, редактор хвалил графику, описав её как «яркую, красочную и радующую глаз», тем не менее, оставшись недовольным отсутствием поддержки Nintendo e-Reader, которая присутствовала во многих играх для Game Boy Advance того времени. Другой журналист IGN, Крэйг Харрис, также остался доволен игрой. На сайте был опубликован список десяти самых масштабных игр для Game Boy Advance, в который попала эта игра. GameSpy счёл, что «это больше, чем просто пинбол», сочтя игровой процесс достаточно оригинальным и самобытным.

### После выхода
Эта игра стала коммерчески успешной: 8 октября 2003 года эта игра была самой продаваемой игрой на сайте Amazon.com, а 4 сентября 2003 года было продано 19,400 копий в Японии, что сделало её шестой по продажам в стране, на следующую неделю она заняла десятое место. По всему миру было продано более миллиона копий
Игровая пресса и игроки достаточно хорошо приняли игру после её релиза: средняя её оценка составляет 82 % на Metacritic и 80,03 % на GameRankings. Газета The News Tribune назвала игру «увлекательной», в то время как GamesRadar — «отличной». Журнал Nintendo Power похвалил тот факт, что разработчики не стали просто копировать Pokémon Pinball, а внесли в неё свои улучшения. Несмотря на это, GameSpot решил, что эта Pinball: Ruby & Sapphire, хотя и интересна, но в целом практически идентична Pinball. Cheat Code Central решил, что игра быстро надоедает, заключив, что «только упорные фанаты покемонов захотят пройти её до конца». Дэвид Томас из The Denver Post назвал Pinball: Ruby & Sapphire одной из лучших в своём жанре, отметив, что причина популярности игры в том, что она принадлежит к серии Pokémon. Журнал Electronic Gaming Monthly похвалил дизайн уровней-столов, отметив, что всё, кроме флипперов, сделано в стиле «Покемона».
Edge также счёл игру необычной для пинбола, тем не менее, негативно высказавшись о её низкой сложности. Редактор 1UP.com писал, что, хотя он не очень большой поклонник «Покемона», Pinball: Ruby & Sapphire была одной из самых интересных игр того лета. GameNOW сравнил Pokémon Pinball: Ruby & Sapphire с WarioWare, Inc. как «идеальную игру на портативную консоль», «в которую можно мгновенно сыграть». Рианна Пратчетт, редактор газеты The Guardian, похвалила нововведения в традиционную механику пинбола, но при этом осталась недовольной разнообразием уровней.
TechTV, тем не менее, раскритиковал игру, так как, по мнению обозревателя, она была менее интересной, чем другие, хорошие игры в жанре пинбол, хотя и отметил, что фанатам серии игра понравится. Game Informer хорошо отозвался о физике покебола, назвав её «идеальной», GameSpy высказался похожим образом, отметив глубокий геймплей. GamePro сделал вывод, что игра будет интересна только фанатам серии, но они сочтут её хорошей из-за качественного геймплея, Games™ же, напротив, счёл, что эта игра привлечёт больше внимания со стороны массового потребителя, чем со стороны фанатов. Eurogamer также сделал вывод, что эта игра одна из лучших в своём жанре. Computer and Video Games положительно отозвался о доступности игры казуальным игрокам. Pokémon Pinball: Ruby & Sapphire неоднократно сравнивали с другими играми жанра, в частности, с Mario Pinball Land и с Metroid Prime Pinball.
GMR Magazine отмечал, что элементы пинбола хорошо сочетаются с элементами «Покемона». Крэйг Хариис с IGN назвал эту игру лучшей в своём жанре для Game Boy Advance, и, кроме того, дал ей награду «Выбор редакции». Лукас М. Томас согласился с Харрисом, написав, что это лучшая игра в жанре пинбол всех времён, а Джек ДеВрие решил, что было бы неплохо, если бы Nintendo выпустила ещё одно продолжение Pinball. В августе 2003 года она получила награду «Игра месяца» от IGN, другим кандидатом была Mortal Kombat: Tournament Edition.